# الجبول
جبول قرية سوريّة تتبع إداريّاً لمحافظة حلب منطقة دير حافر ناحية كويرس شرقي، بلغ تعداد سكانها 1,783 نسمة حسب التعداد السكاني لعام 2004.